# The Battered Ornaments
The Battered Ornaments (anfangs bekannt als Pete Brown & His Battered Ornaments) waren eine britische Rockband, die 1967 von Pete Brown (Gesang) gegründet wurde. Sie spielten eine Mischung aus Blues und Jazz mit psychedelischen und avantgardistischen Elementen. Weitere Bandmitglieder waren Pete Bailey (Percussion – er ersetzte Jamie Muir), Charlie Hart (Keyboards), Dick Heckstall-Smith (Saxofon), George Kahn (Saxofon), Roger Potter (Bass), Chris Spedding (Gitarre) und Rob Tait (Schlagzeug).
Nach Erscheinen des ersten Albums A Meal You Can Shake Hands with in the Dark (1969) wurde Brown von den übrigen Bandmitgliedern kurz vor ihrem Auftritt mit den Rolling Stones im Hyde Park aus der Band gedrängt, und Gitarrist Spedding übernahm den Gesang. Das zweite Album Mantle-Piece (1969) blieb jedoch kommerziell erfolglos, und die Gruppe löste sich 1970 auf.

## Diskografie
- A Meal You Can Shake Hands with in the Dark (1969)
- Mantle-Piece (1969)